# Conringia
Conringia és un gènere de plantes amb flors dins la família Brassicàcia.
És un gènere originari d'Euràsia principalment dels països asiàtics de clima continental, però l'espècie Conringia orientalis (l'única espècie del gènere present als Països catalans), és una mala herba comuna en molts continents.
El nom del gènere es deu al filòsof alemany Hermann Conring.

## Taxonomia
- Conringia austriaca
- Conringia orientalis
- Conringia perfoliata
- Conringia persica
- Conringia planisiliqua